# CD19
CD19, или B-лимфоцитарный антиген CD19 — белок, ко-рецептор, расположенный на поверхности B-лимфоцитов. Продукт гена человека CD19.

## Функции
Лимфоциты пролиферируют и дифференциируют в ответ на стимуляцию различными антигенами. Способность B-лимфоцитов отвечать на специфические антигены с высокой чувствительностью достигается с помощью низкоаффинных антигенраспознающих рецепторов. CD19 образует комплексы с антигенными рецепторами B-лимфоцитов и понижает порог чувствительности этих рецепторов.
Белок экспрессирован на поверхности фолликулярных дендритных клеток и B-лимфоцитов. Он присутствует на B-лимфоцитах с самых ранних этапов развития линии и теряется на этапе их созревания в плазматические клетки. Функционирует как ко-рецептор вместе с CD21 и CD81. При активации CD19 происходит фосфорилирование цитозольного участка молекулы, что приводит к связыванию Src-киназ и последующему рекрутированию PI3-киназы.

## Структура
Зрелый белок состоит из 537 аминокислотных остатков, молекулярная масса — около 60 кДа. N-концевой внеклеточный домен содержит два Ig-подобных домена типа C2, до 5 сайтов N-гликозилирования и до 2 внутримолекулярных дисульфидных связей. Цитозольный домен содержит от 5 до 6 сайтов фосфорилирования. 
CD19 взаимодействует со следующими белками: CD81, CD82, Рецептор комплемента 2-го типа и VAV2.

## В патологии
Мутации CD19 связаны с тяжёлым синдромом иммунодефицита, характеризующимся пониженной продукцией антител.

## В терапии
В связи с тем, что белок характерен для B-лимфоцитов, он используется в диагностике B-лимфоцитарных заболеваний (лимфом и лейкозов). 
Белок используется в качестве мишени в клинических испытаниях терапии против B-лимфоцитарных лимфом.